# Joel Stebbins
Joel Stebbins (* 30. Juli 1878 in Omaha, Nebraska; † 16. März 1966 in Palo Alto, Kalifornien) war ein US-amerikanischer Astronom.
Stebbins gilt als einer der Pioniere der photoelektrischen Photometrie in der Astronomie. Seinen Doktorgrad der Wissenschaften (Ph.D.) erhielt er von der University of California. Von 1903 bis 1922 war er Direktor des Observatoriums der University of Illinois und von 1922 bis 1948 Direktor des Washburn-Observatoriums der University of Wisconsin. Nachdem er emeritiert war, forschte er weiterhin am Lick-Observatorium bis 1958.
Stebbins und seiner Zusammenarbeit mit Albert Whitford ist das Verdienst zuzuschreiben, die photoelektrische Photometrie aus einfachsten Anfängen in den frühen 1900er Jahren zu einer ausgereiften Technik in den 50er Jahren zu entwickeln. Photographie wurde durch ihn zur wichtigsten Methode der Photometrie. Stebbins nutzte die neue Technik, um interstellare Wolken sowie Farben von Galaxien und veränderlichen Sternen zu untersuchen.

## Ehrungen
- 1913 Rumford-Preis der Amerikanischen Akademie für Kunst und Wissenschaft
- 1915 Henry Draper Medal der National Academy of Sciences
- 1920 Mitglied der National Academy of Sciences
- 1921 Mitglied der American Academy of Arts and Sciences
- 1941 Bruce Medal
- 1950 Goldmedaille der Royal Astronomical Society
- 1956 Henry Norris Russell Lectureship der amerikanischen astronomischen Vereinigung.
- 1970 wurde der Mondkrater Stebbins nach ihm benannt.
- Der Asteroid (2300) Stebbins wurde ebenfalls nach Joel Stebbins nach ihm benannt.